# フィトステロール
フィトステロール (英: phytosterol) または植物ステロール（しょくぶつステロール、英: plant sterol）はステロール（ステロイドアルコール）に分類される一群の化合物で、植物に含まれるフィトケミカルの一種である。特有の臭気のある白色固体で、水に溶けないがアルコールには可溶である。食品添加物、医薬品、あるいは化粧品として多様な用途を持つ。

## 構造
- β-シトステロール（スチグマスタ-5-エン-3β-オール）は図に示した構造を持つ。これはコレステロールの24位に炭素が2つ加えられた形である。
- β-シトステロールから242位の炭素を取り除くとカンペステロール（カンペスタ-5-エン-3β-オール）になる。
- 一方22位と23位の水素原子を取り除き、C=C二重結合とするとスティグマステロール（(22E)-スチグマスタ-5,22-ジエン-3β-オール）となる。
- 242位の炭素および22位と23位の水素原子を取り除けばブラシカステロール（(22E)-エルゴスタ-5,22-ジエン-3β-オール）である。

β-シトステロール
カンペステロール
スティグマステロール
ブラシカステロール

## 利用

### 植物組織
植物には様々なフィトステロール類が含まれており、それらは細胞膜の構成要素である。哺乳動物ではコレステロールが同様な役割を果たす。

### 有機物の検出
陸生植物体には存在するが単細胞の藻類にはほとんどみられないことから、β-シトステロールはサンプル中に含まれる陸生植物由来の有機物の量を示す生物マーカーとして利用することができる。ステロールは一般に水に不溶であるから、懸濁液または沈殿として分離する。粒径の及ぼす表面効果のため、泥は砂などのより細かい堆積物よりも沈みやすい。この影響を避ける目的で、全ステロール量に対する各種ステロールもしくはコレステロール量の比が土壌有機物量の指標として用いられる。

### 混ぜ物の検出
ブラシカステロールが存在するということは、α-リノレン酸やエルカ酸など補助的な化合物と共に、大豆油やヒマワリ油に菜種油が混入していることを示す。大豆油・ヒマワリ油にはブラシカステロールは含まれないが、菜種油にはおよそ1400mg/kgほど含有されるので、添加された菜種油の量を計算することができる。

### コレステロールの低減
コレステロールが摂取量の40%以上が小腸から吸収されるのに対し、植物ステロールは吸収率が5%以下でありコレステロール吸収を阻害する。食品の成分や添加物として、フィトステロールはコレステロールを減少させる（腸でのコレステロール吸収を抑える）作用を持つとされ、また、がんの予防に効果がある可能性があるとされる。フィトステロールは天然には植物油中、特にシーバックソーン油 (1640mg/100g) や大豆油 (327mg/100g) に存在する。植物油から取り出されるフィトステロール混合物としてコレスタチン (cholestatin) が知られる。これはβ-シトステロール、カンペステロール、スティグマステロール、ブラシカステロールからなり、サプリメントとして販売されている。ステロールはヒトのコレステロールを最大15%減少させるとされている。
フィトステロールがコレステロールを減少させる作用は、消化器中のミセルにコレステロールが取り込まれるのを防ぎ、その吸収量を減らすことによっておこる。これにより血中のコレステロール濃度やLDL濃度の低下を助ける。こんにち、コレステロールを減らしたい人向けに、マーガリン、バターなどのスプレッドやシリアル食品にフィトステロールを添加したものが販売されている。
ただしシトステロール血症と呼ばれる極めて稀な遺伝性代謝疾患のあるヒトは植物ステロールを添加した食品を避けたほうが良い。なぜならばこの疾患をもつヒトは植物ステロールの吸収率が高く、早期のアテローム性動脈硬化症と心臓病を引き起こす可能性があるためである。もっとも2011年現在、世界中で報告されているシトステロール血症例はわずか45例で、その全ては厳密な医療監視下にある。